# Orgels van de Sint-Servaasbasiliek in Maastricht

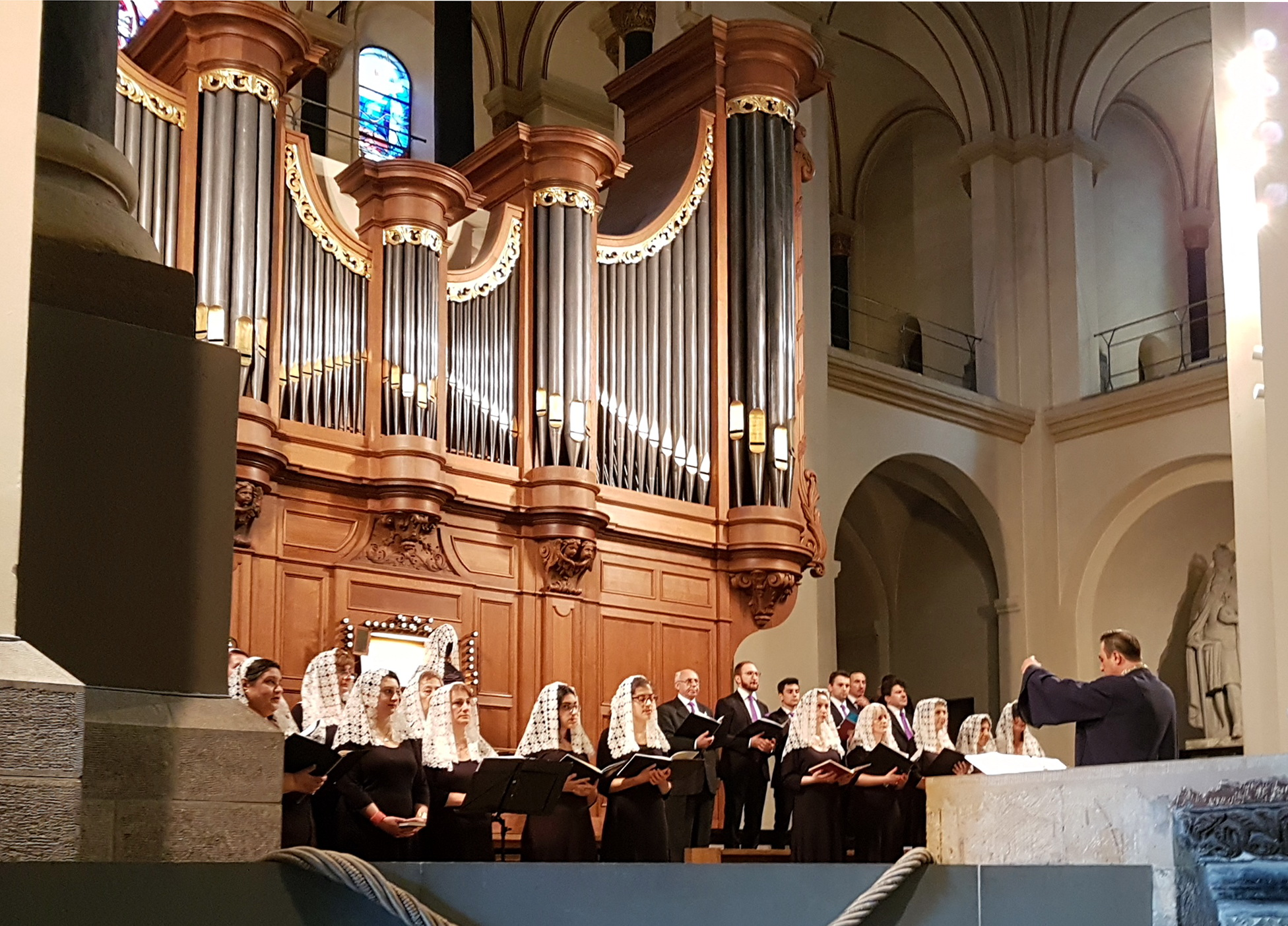
Het hoofdorgel in het westwerk tijdens een Armeense kerkdienst

De Sint-Servaasbasiliek in de Nederlandse stad Maastricht beschikt over een drietal orgels:
- het hoofdorgel in het westwerk van de kerk
- een kleiner, ingebouwd orgel in het koorgestoelte
- een kabinetorgel in de Sint-Servaaskapel (dagkapel)

Vaste organist van de Sint-Servaasbasiliek is Marcel Verheggen.

## Geschiedenis
In de loop der eeuwen heeft de Sint-Servaaskerk over diverse orgels beschikt, die op verschillende plekken hebben gestaan. De oudste vermelding betreft een reparatiepost van een orgel ("de reparatione organi") uit 1305. De Maastrichtse humanist en geschiedschrijver Matthaeus Herbenus maakte melding van de overplaatsing van de grote orgels (meervoud!) vanuit het noordertransept naar een speciaal daarvoor gebouwde orgeltribune boven het Maria-altaar in het westwerk. Dat zou gebeurd zijn in de eerste helft van de 15e eeuw, vóór Herbenus' tijd. De orgeltribune rustend op een stenen boog (arcus lapideus) overspande waarschijnlijk de hele achtste travee van het kerkschip en bood waarschijnlijk ook plaats aan het zangkoor. Wie de bouwer van dit orgel was is niet bekend, maar het ligt voor de hand dat dit een lid van de Maastrichtse orgelbouwersfamilie Van Elen was, die in de 15e eeuw orgels bouwde in diverse plaatsen in de Nederlanden. Antoon van Elen was bovendien van 1422 tot 1448 als kanunnik en cantor verbonden aan het kapittel van Sint-Servaas. Zowel in 1525 als in 1555 bouwde de Bossche orgelbouwer Hendrik Niehoff een nieuw orgel voor de Sint-Servaaskerk (in 1525 nog in dienst van Jan Covelens). In 1617 werd het orgel gerepareerd door Floris Hocque, vermoedelijk dezelfde die vanaf 1618 het orgel van de Sint-Janskathedraal in 's-Hertogenbosch bouwde.
In de Franse tijd was de kerk enige jaren (1794-1805) voor de eredienst gesloten en had een militaire bestemming, aanvankelijk voor de Oostenrijkse hulptroepen, later voor de Fransen. Bij de inspectie van de kerk na de opheffing van het kapittel in 1798 was het merendeel van het meubilair en de kerkschatten verdwenen. Van het orgel is bekend dat de pijpen en de blaasbalg waren verwijderd. Wat er met de restanten is gebeurd, is niet bekend.

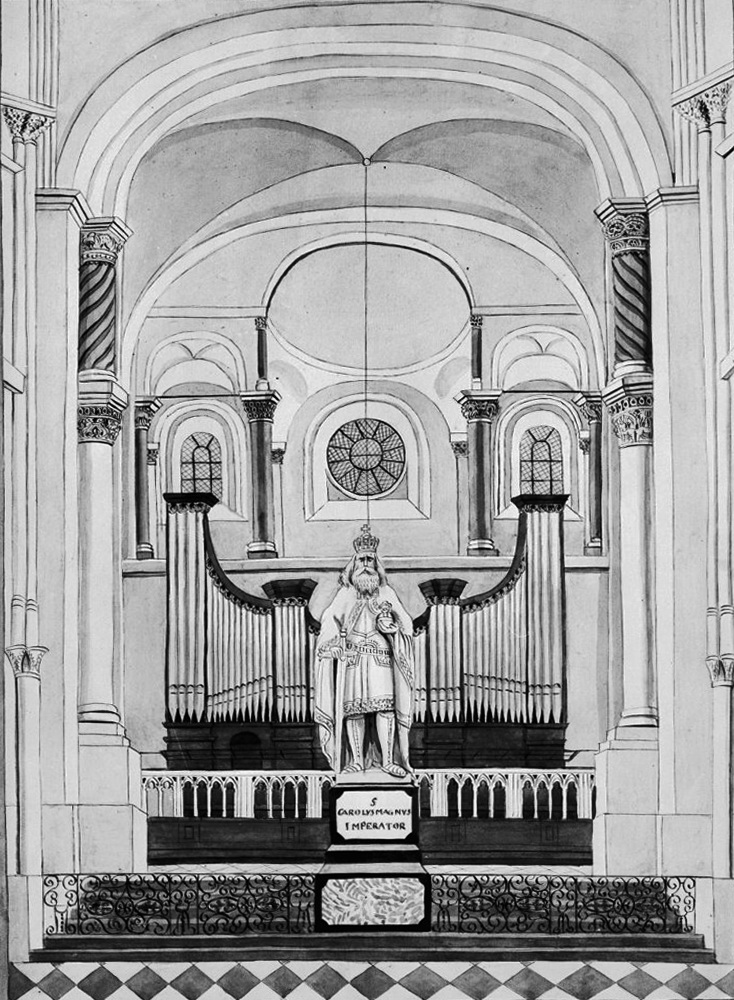
Het hoofdorgel in het westwerk, na 1843

In 1804 kocht het kerkbestuur van de opnieuw in gebruik te nemen Sint-Servaaskerk een nieuw orgel, het huidige hoofdorgel. Dit was afkomstig uit de Dominicanenkerk, die door de opheffing van de kloosterorden in 1796 leeg was komen te staan. De bouwer van het orgel is niet bekend, maar gedacht wordt aan Peter Briesger, die het rond 1650 zou hebben gebouwd. In 1734 wijzigde Jean-Baptiste Le Picard het orgel naar een meer Waalse signatuur. Vlak voor 1804 werd het orgel onderhouden door Joseph Binvignat, die het orgel ook overbracht naar de Sint-Servaasbasiliek en iets aanpaste voor gebruik aldaar. Momenteel staat het orgel nog steeds bekend als het Bevignat-orgel.
Het is niet duidelijk waar dit orgel werd geplaatst, hoewel de gotische orgeltribune pas na 1839 werd afgebroken en zich daar in dat jaar een orgel op bevond. Waarschijnlijk werd het orgel daarna overgebracht naar de huidige plek in het westwerk, waartoe de scheidingsmuur die omstreeks 1804 tussen het westwerk en de kerk was opgetrokken, werd afgebroken. In 1843 werd het nieuwe standbeeld van Karel de Grote pal voor het orgel geplaatst, zoals op een oude tekening van Philippe van Gulpen is te zien.
In de 19e en vroege 20e eeuw onderging het orgel vier restauraties: 1843-45, 1851-55, omstreeks 1880 en in de jaren 1912-13. Tijdens de algemene restauratie van de kerk eind 20e eeuw, is ook het orgel opnieuw en zeer ingrijpend gerestaureerd door de orgelbouwer Verschueren uit Heythuysen. In 1985 werd het orgel gedemonteerd en bestudeerd, waarna in 1988-90 de daadwerkelijke restauratie plaatsvond volgens het restauratieplan van J.J. van der Harst. Uitgangspunt daarbij was om de restauratie van Pereboom & Leijser uit 1912-13 zoveel mogelijk ongedaan te maken en het in 1843-45 door de gebroeders Franssen uit Horst aangepaste orgel te herstellen. De klaviatuur en de mechanieken werden geheel vervangen; een aantal ontbrekende pijpen werden aangevuld.
Na de inrichting van de Sint-Servaaskapel (voormalige refter en schatkamer in de kruisgang van de Sint-Servaasbasiliek) tot dagkapel, werd gezocht naar een passend orgel voor deze kapel. Dat werd in 1984 gevonden in een laat-18e-eeuws kabinetorgel, vermoedelijk van de Rotterdamse orgelbouwer Johannes Petrus Künckel, dat met de opbrengst van het Preuvenemint kon worden aangeschaft. In 2013 is het instrument door orgelbouwer Hans van Rossum volledig gerestaureerd.
Enkele jaren later (1990) werd een nieuw orgel ingebouwd in het bestaande koorgestoelte op het priesterkoor van de kerk. Dit orgel werd volgens historische uitgangspunten vervaardigd door Verschueren. Het neogotische koorgestoelte was afkomstig uit de begin jaren zeventig afgebroken Derde Franciscanenkerk in Maastricht. Volgens sommige bronnen werd het koorgestoelte vervaardigd voor het in 1980 gesloten franciscanenklooster te Alverna.

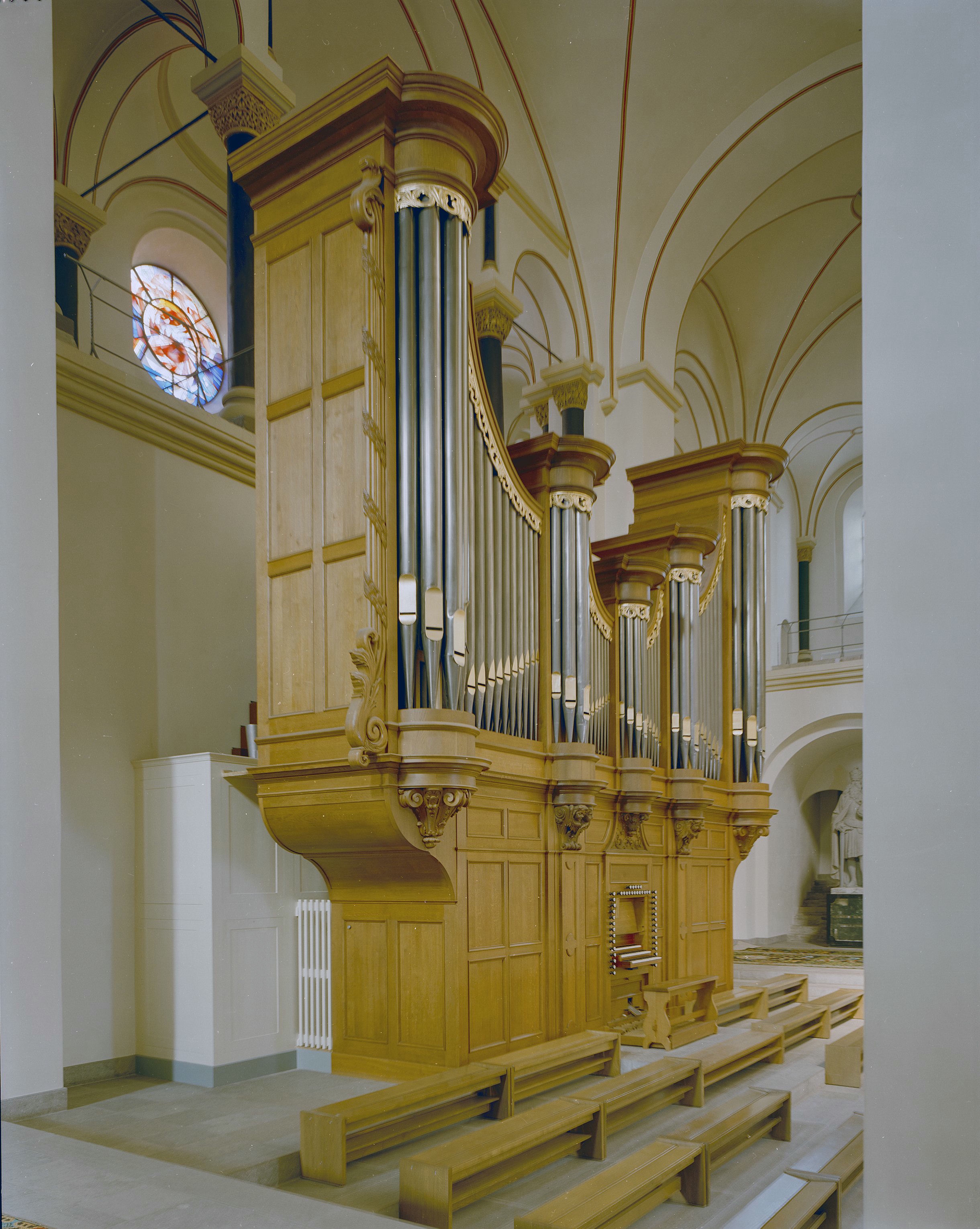
Hoofdorgel, zijaanzicht
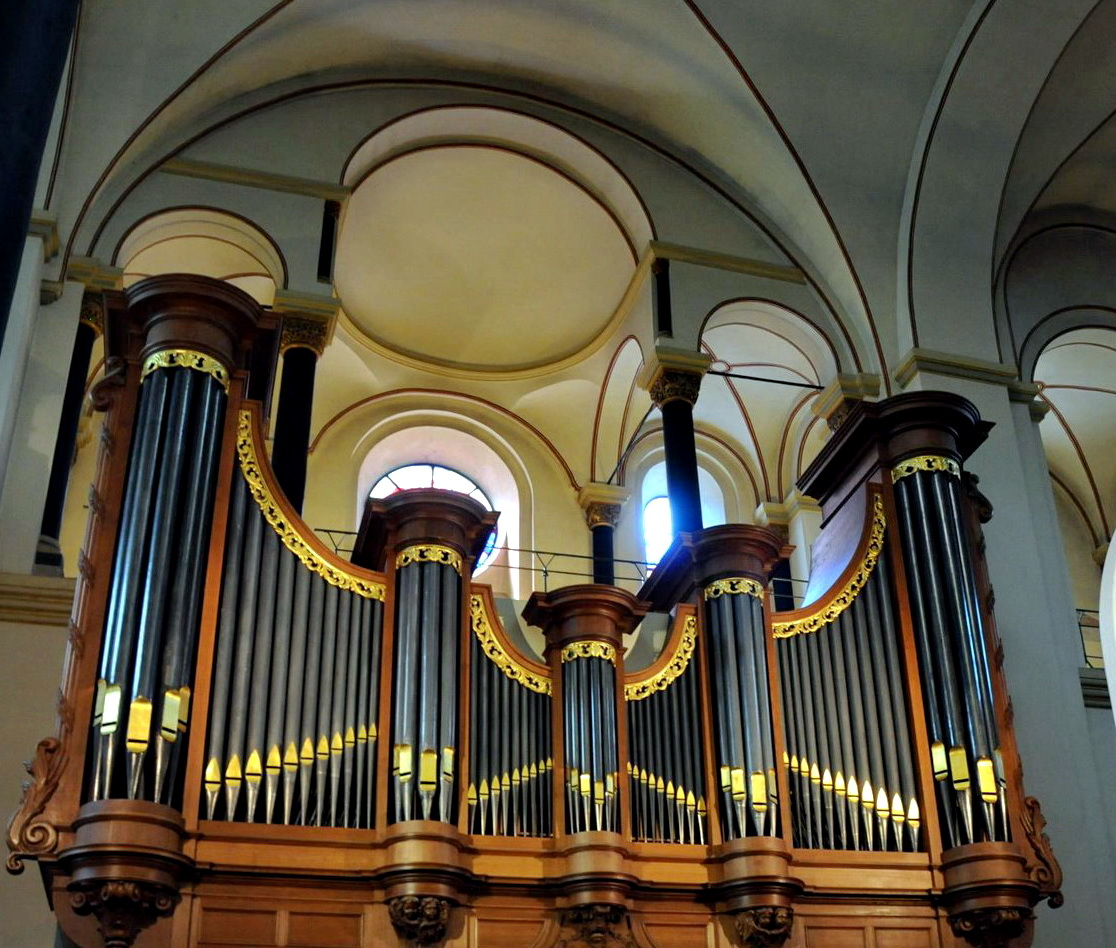
Hoofdorgel, pijpwerk
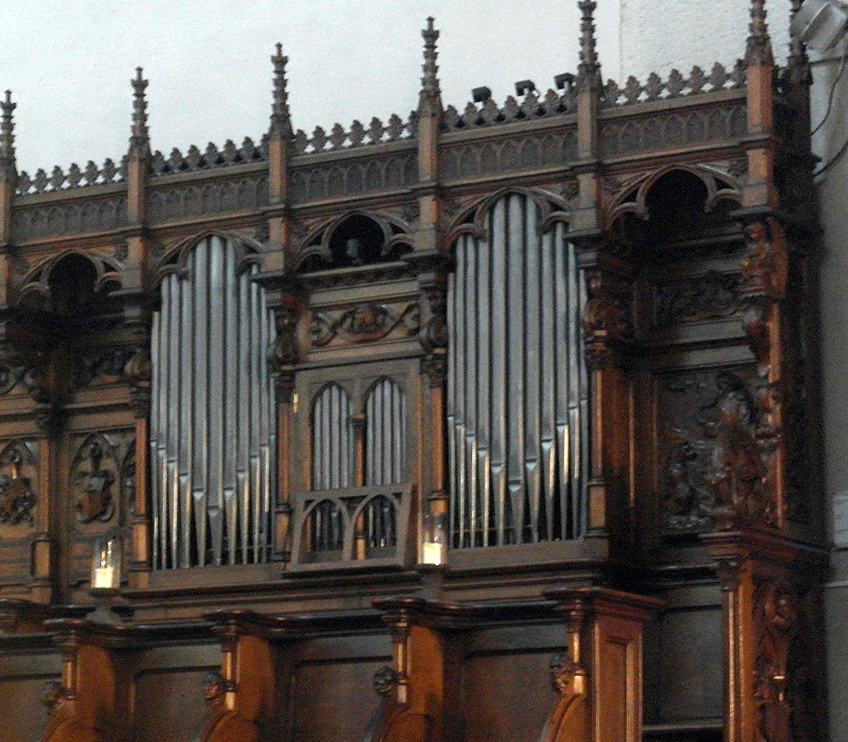
Koororgel, koor
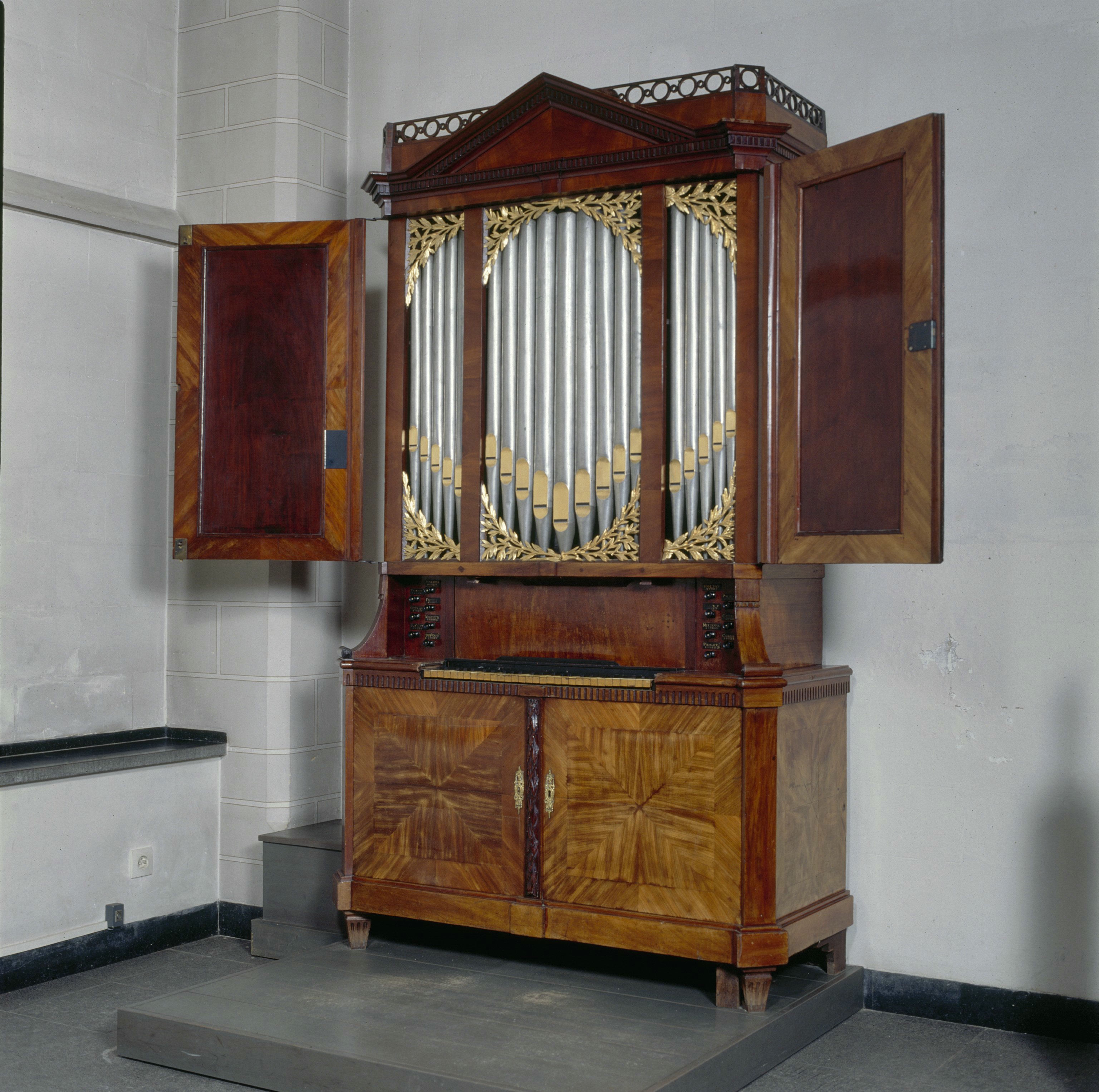
Kabinetorgel, dagkapel

## Dispositiehoofdorgel
| I Grand Orgue C– |      |
| Montre           | 16'  |
| Bourdon          | 16'  |
| Montre           | 8'   |
| Bourdon          | 8'   |
| Flute Harmonique | 8'   |
| Viola di Gamba   | 8'   |
| Prestant         | 4'   |
| Flute            | 4'   |
| Salicional       | 4'   |
| Quinte           | 2/3′ |
| Doublette        | 2'   |
| Fourniture III   |      |
| Cymbale II       |      |
| Cornet V         |      |
| Bombarde         | 16'  |
| Trompette        | 8'   |
| Clairon          | 4'   |

| II Positif C–   |    |
| Montre          | 8' |
| Bourdon         | 8' |
| Salicional      | 8' |
| Unda Maris      | 8' |
| Bilingua        | 8' |
| Prestant        | 4' |
| Flute           | 4' |
| Doublette       | 2' |
| Flageolet       | 1' |
| Mixture II-III  |    |
| Basson-Hautbois | 8' |

| III Echo C–   |    |
| Bourdon       | 8' |
| Flute         | 4' |
| Flageolet     | 2' |
| Cornet II–III |    |
| Voix humaine  | 8' |

| Pédale C– |        |
| Montre    | 16'    |
| Soubasse  | 16'    |
| Quinte    | 102/3′ |
| Flute     | 8'     |
| Prestant  | 4'     |
| Bombarde  | 16'    |
| Trompette | 8'     |
| Clairon   | 4'     |

- Koppels
- Speelhulpen

## Dispositie koororgel
| Bourdon    | 8' Bas/Disk |
| Dwarsfluit | 8' Bas/Disk |
| Prestant   | 4'          |
| Fluit      | 4' Bas/Disk |
| Nassard    | 3' Bas/Disk |
| Octaaf     | 2'          |

- Pedaal C - c
- Aanhangen[13]

## Dispositie kabinetorgel
| Holpijp        | 8' Bas/Disk |
| Prestant       | 8' Disk     |
| Prestant       | 4' Bas/Disk |
| Fluit          | 4' Bas/Disk |
| Octaaf         | 2' Bas/Disk |
| Super Octaaf   | 1' Bas/Disk |
| Mixtuur III-IV | Bas/Disk    |
| Cornet III     |             |

- Manuaal C - F3[1]

## Organisten
Organisten van de Sint-Servaaskerk waren onder anderen: Antoon van Elen (1422-1448), Jean Franssen (1944-1954), Hub Wolfs (jaren 1980-1990?) en Marcel Verheggen (?-heden).